# Paranemastoma ferkeri
Paranemastoma ferkeri is een hooiwagen uit de familie aardhooiwagens (Nemastomatidae). De originele naamcombinatie (protoniem) was Nemastoma ferkeri Roewer, 1951. Een volgende naamrecombinatie werd gepubliceerd als Paranemastoma ferkeri (Roewer, 1951) in Schönhofer 2013.